# Gliznowo
Gliznowo [pronunciación en polaco: /ɡlizˈnɔvɔ/] es un pueblo ubicado en el distrito administrativo de Gmina Lubień Kujawski, dentro del Distrito de Włocławek, Voivodato de Cuyavia y Pomerania, en el norte de Polonia central. Se encuentra aproximadamente a 7 kilómetros al suroeste de Lubień Kujawski, a 34 kilómetros al sur de Włocławek, y a 83 kilómetros al sureste de Toruń.